# كينغز كويست 4: بيرلس أوف روسيلا
كينغز كويست 4: بيرلس أوف روسيلا (بالإنجليزية: King's Quest IV: The Perils of Rosella)‏ ، هي لعبة فيديو إلكترونية من نوع مغامرات، وهي الجزء الرابع من سلسلة كينغز كويست، صدرت في السوق سنة 1988م.